# ويليام دبليو. بوتير
ويليام دبليو. بوتير (بالإنجليزية: William W. Potter) هو قاضي ومحامي وسياسي أمريكي، ولد في 1 أغسطس 1869، وتوفي في 21 يوليو 1940. انتخب عضو مجلس ولاية ميشيغان.